# LGM-30 Minuteman
LGM-30 «Минитмен» (англ. LGM-30 Minuteman [’mɪnɪt‚mæn]) — семейство американских твердотопливных межконтинентальных баллистических ракет наземного базирования. Первая в мире твердотопливная межконтинентальная баллистическая ракета; одна из самых массовых МБР в истории. В настоящее время единственная наземная межконтинентальная баллистическая ракета ВВС США. Максимальная дальность — 13 000 км. Макс. кол-во боеголовок — 3 (в настоящее время сокращено до 1).
Название происходит от слова «минитмен» — наименования ополченца у североамериканских колонистов.

## История
В середине 1950-х ВВС США основывали свои стратегические силы на огромном флоте тяжёлых реактивных бомбардировщиков, вооружённых свободнопадающими атомными бомбами; более 2000 машин новейших моделей состояло в то время на вооружении. С учётом обширной системы базирования на территории стран НАТО и других союзников США, американские бомбардировочные силы представляли собой практически «абсолютное оружие», способное наносить масштабные атомные удары в любой точке мира.
Однако по мере развития военной технологии американские военные начали испытывать сомнения в эффективности дальнейшей ставки на пилотируемые бомбардировщики. Развитие сверхзвуковых истребителей-перехватчиков и управляемых зенитных ракет делало даже перспективные сверхзвуковые бомбардировщики потенциально уязвимыми. Высокая стоимость бомбардировщиков не позволяла модернизировать и обновлять парк так же быстро, как это можно было делать с истребителями и зенитными ракетами. Существовали опасения, что в перспективе развитие средств защиты приведёт к резкому снижению боевой эффективности стратегических ядерных эскадрилий ВВС США.
Выходом из положения могла быть переориентация ВВС США с пилотируемых бомбардировщиков на управляемые ракеты. Особый интерес представляли баллистические ракеты; высокая скорость и высота траектории полёта делали защиту от баллистических ракет чрезвычайно сложным мероприятием. Развернув достаточный парк баллистических ракет, ВВС США могли бы гарантировать, что на ближайшее будущее их средства нападения будут превосходить системы обороны потенциального противника.
Ввиду этого ещё в начале 1950-х была возобновлена программа разработки дальней баллистической ракеты SM-65 «Атлас». Предложенная ещё в 1946 году, эта ракета на жидком кислороде и керосине долгое время разрабатывалась фирмой «Convair» в инициативном порядке. В 1951 году ВВС США оформили контракт с «Convair» на разработку баллистической ракеты, способной доставлять термоядерные заряды на межконтинентальные дистанции. Ввиду значительного технического риска военные решили перестраховаться; они также заключили контракты с другими фирмами на параллельную разработку основных компонентов новой ракеты — чтобы в случае неудачи в создании какой-либо принципиальной детали иметь в разработке замену. В дальнейшем эта «резервная» программа разработки компонентов была переориентирована на разработку второй американской межконтинентальной баллистической ракеты, HGM-25 «Titan».

### Концепция твердотопливной ракеты
В 1956 году полковник ВВС США Эдвард Холл был назначен главой отдела разработки твердотопливных ракетных двигателей. Твердотопливные двигатели к этому времени достигли значительной степени совершенства, но у военных и инженеров в большей степени ассоциировались с тактическими ракетами и неуправляемыми реактивными снарядами. Низкие энергетические характеристики твёрдого топлива считались основным препятствием на пути создания дальнобойных твердотопливных ракет.
Эдвард Холл, однако, считал, что низкая эффективность твёрдого топлива с лихвой компенсируется его преимуществами — возможностью длительного хранения, надёжностью, простотой в обслуживании. В то время как внимание разработчиков МБР было направлено на более энергетически эффективное жидкое топливо, Холл считал возможным создание твердотопливной ракеты радиусом действия 10200 километров.
Чтобы обосновать возможность создания подобных ракет, Холл обратился к фирме «Thiokol», профинансировав программу исследования новых видов твёрдого топлива — в частности, топливных смесей на базе перхлората аммония. К этому времени британскими ракетчиками были совершены значительные прорывы в разработке общей архитектуры твердотопливных двигателей, позволявшие повысить эффективность процесса горения и значительно увеличить тягу. Они предложили идею сплошной цилиндрической шашки твёрдого топлива, с просверленным в центре каналом в форме звезды; подобное решение обеспечивало горение топлива по всей длине шашки и защищало стенки двигателя от перегрева (до выгорания топлива). Также была успешно разрешена другая ключевая проблема — эффективное прерывание горения твердотопливного двигателя, необходимое для отключения двигателя в рассчитанный момент.

### Концепция ракетных «ферм»
Хотя работы по программе «Thiokol» демонстрировали значительные перспективы, ВВС США не проявляли особенного интереса к твердотопливным ракетам. Хотя военные соглашались, что твердотопливные ракеты могут храниться полностью снаряжёнными и готовыми к пуску — в отличие от кислород-керосиновых ракет, нуждавшихся в длительной заправке перед запуском — они считали, что более эффективным решением является разработка долгохранящегося жидкого топлива. Ключевое место по-прежнему занимала проблема низких энергетических характеристик твёрдого топлива; ВВС США опасались, что принятие на вооружение твердотопливных МБР заставит отказаться от тяжёлых термоядерных боевых частей как от слишком тяжёлых, и для эффективного поражения целей придётся развёртывать всё больше и больше ракет. В результате в первую очередь твердотопливными двигателями заинтересовался ВМФ США, оценивший их преимущества в безопасности и обслуживании.
Однако Холл рассматривал твердотопливные МБР в рамках масштабного плана по радикальному снижению стоимости ракетного арсенала. Он пришел к выводу, что новые автоматизированные сборочные линии и компьютерные системы позволят организовать масштабное серийное производство ракет и одновременно — значительно сократить затраты на их обслуживание.
В рамках этой идеи Холл предложил концепцию ракетных «ферм». В его представлении каждая «ферма» представляла собой производственно-пусковой комплекс, занятый поддержанием в непрерывной готовности к пуску арсенала из 1000—1500 развёрнутых рядом ракет. «Ферма» должна была включать производственные мощности, в небольшом темпе производящие новые ракеты, средства доставки ракет к пусковым шахтам, сами шахты и даже средства утилизации старых ракет. Концепция была основана на идее свести к минимуму стоимость развёртывания ракет.
Настойчивость Холла и его аргументирование, что «количество всегда бьёт качество», вызвали у полковника трения с другими ракетчиками. В 1958 году Холл был отстранен от работы над твердотопливными ракетами и направлен в Великобританию, контролировать развертывание ракет среднего радиуса действия «Тор». Однако программа создания твердотопливной МБР не была остановлена и представила проект создания компактной МБР диаметром не более 1,8 метра — значительно меньше, чем предшествующие МБР (и «Атлас» и «Титан» имели диаметр более 3 метров). Это позволяло строить значительно более компактные шахты и снизить стоимость развертывания.

### Вопрос о системах наведения
На пути создания твердотопливных МБР неожиданно встал вопрос о системах наведения. Предшествующие МБР на жидком топливе нуждались в занимавшей 10-15 минут заправке перед стартом; за это время инженеры приводили в действие гироскопы инерциальной системы наведения, устанавливая координаты стартовой позиции, и вводили в систему управления координаты цели.
Однако одним из основных преимуществ твердотопливных МБР была возможность быстрого старта — за считанные минуты. Времени на установку гироскопов и ввод координат цели просто не оставалось. Таким образом, гироскопы должны были либо крутиться непрерывно всё время, когда ракета стояла на боевом дежурстве (что само по себе было сложной задачей и повышало износ механических подшипников), либо же приходилось задерживать пуск до раскрутки гироскопов. Кроме того, требовалось время на введение координат цели в аналоговые вычислители, управляющие полётом ракеты.
Решение было найдено в использовании, во-первых, пневматических подшипников — способных вращаться длительное время непрерывно — и во-вторых, в переходе от аналоговых вычислителей к программируемым цифровым компьютерам общего назначения. Используемый для управления ракетой компьютер D-17 был одним из первых транзисторных компьютеров, хранящих данные на жёстком магнитном диске; чтобы заставить его работать надёжно, ВВС США и фирма «North American Aviation» вложили огромные средства в повышение надёжности транзисторов. Работы по программе твердотопливной МБР имели большое значение для развития электроники.
Программируемый компьютер D-17 держал в памяти координаты цели и мог быть перенацелен путём перепрограммирования за сравнительно короткое время — по сравнению с прежними аналоговыми компьютерами, которые можно было перенацелить только путём физической перестройки цепей. Кроме того, программа компьютера могла оптимизироваться и обновляться, что привело к значительному повышению точности ракеты. Первоначально развёрнутая с параметром кругового вероятного отклонения КВО = 2,0 км ракета претерпела несколько модернизаций в строевых частях, что позволило к 1965 году снизить КВО приблизительно вдвое до величины 1,1 км. Это было достигнуто без каких-либо механических изменений в самой ракете или её навигационной системе.

### Смена приоритетов
В 1957 году запуск первого искусственного спутника Земли продемонстрировал возможности советского ракетостроения. Для военных США это оказалось неприятным сюрпризом — предположение, что СССР может опережать в области межконтинентальных баллистических ракет, грозило нарушить американское превосходство в стратегических ядерных силах. Особенно это сказалось на ВВС США, чей стратегический арсенал всё ещё состоял в основном из пилотируемых бомбардировщиков. Аэродромы базирования стратегической авиации были чрезвычайно уязвимы для атомных ударов; в то время ещё не существовало надёжных способов обнаружить запущенную баллистическую ракету на старте, и появились опасения, что СССР может внезапной атакой уничтожить большую часть авиационных сил ВВС США на базах.
Основная ядерная стратегия США в то время основывалась на доктрине «массированного возмездия». Предполагалось, что в случае агрессии по агрессору должен быть нанесён массированный ядерный удар, направленный против его гражданских целей (в первую очередь — городов и промышленных центров). Неприятель, зная это, не рискнет напасть; таким образом, угроза «массированного возмездия» должна была предупреждать агрессию как таковую.
Однако стратегия «массированного возмездия» строилась на том, что атакованная сторона сохраняет достаточный ядерный арсенал для массированного контрудара по агрессору. Ключевым требованием стало обеспечение выживания ядерного арсенала в достаточной степени, чтобы нанести контрудар. Стратегические бомбардировщики были слишком уязвимы на своих базах, чтобы являться надёжным средством обеспечения ответного удара; внезапная атака могла уничтожить их, не дав взлететь. Таким образом, необходимость срочной переориентации ядерного арсенала на МБР стала очевидной для ВВС США.
Также к началу 1960-х у ВВС США появился неожиданно мощный конкурент в виде ВМФ, начавшего развёртывание атомных подводных лодок, вооружённых ракетами «Поларис». Неуязвимые для внезапного удара (в отличие от аэродромов стратегических бомбардировщиков или баз МБР) подводные лодки представляли собой эффективное средство «массированного возмездия». Командование ВВС США опасалось, что в конечном итоге флот получит монополию на стратегические ядерные средства, а стратегические воздушные силы будут ликвидированы.

### Кеннеди и смена доктрины
Придя к власти, президент Кеннеди счёл, что доктрина «массированного возмездия» недостаточно гибка для применения в реалистичной ситуации. Главным её недостатком было полное отсутствие гибкости — что было наглядно продемонстрировано во время Карибского кризиса — любая конфронтация приводила к немедленному началу ударов по гражданским целям, и война автоматически приобретала тотальный характер, ведущий к взаимному уничтожению сторон.
В качестве альтернативы была постулирована концепция «гибкого реагирования». Она предполагала, что ответ на действия неприятеля зависит от характера этих действий; таким образом, в случае неядерной агрессии США попытались бы сдержать неприятеля конвенционными средствами и тактическим ядерным оружием, и лишь в случае неудачи прибегли бы к стратегическим ядерным ударам, направленным против военных целей в тылу противника. Гражданское население более не рассматривалось как приоритетная цель; угроза гражданскому населению сохранялась только как гарантия от аналогичных угроз со стороны противника.
В рамках концепции «гибкого реагирования» стратегические ядерные силы США рассматривали в качестве основных целей военные объекты неприятеля — цели точечные и зачастую хорошо защищённые, требующие для разрушения точного попадания. Баллистические ракеты подводных лодок в то время не обладали требуемой точностью; таким образом, задача поражения военных объектов противника должна была быть возложена на наземные МБР. Понимая это, ВВС США постулировали переход к концепции контрсиловых ударов, направленных против военных объектов неприятеля — для этой цели необходимо было развернуть значительно больший арсенал МБР, чем существующий.

### «Минитмен»
Ключевым элементом новой стратегии ВВС стала новая твердотопливная ракета, получившая название LGM-30 «Минитмен». Её дешевизна, простота базирования и надежность позволяли разворачивать «Минитмены» в гораздо больших количествах, чем прежние жидкостные «Атласы» и «Титаны». Предполагалось развернуть достаточно большое количество «Минитменов», чтобы ядерный арсенал ВВС США мог пережить советскую атаку в достаточном количестве, чтобы нанести мощный ответный удар против советской военной инфраструктуры.
Основным преимуществом «Минитмена» перед предшествующими ракетами был его цифровой компьютер. За счёт улучшения качества программного обеспечения можно было оптимизировать траекторию и улучшить точность ракеты без необходимости в механических модернизациях. Когда ракета была принята на вооружение, её КВО составляло 2,0 километра; очень скоро КВО удалось сократить до 1,2 километра, что обеспечило ракете точность, сравнимую с пилотируемыми бомбардировщиками. Представлялось возможным и дальнейшее улучшение, вплоть до 0,5 километра. Кроме того, компьютер ракеты мог держать в памяти до 8 целей одновременно, что позволяло чрезвычайно гибко адаптировать стратегию.
На основании этих преимуществ ВВС США приняли решение сделать «Минитмен» основой своего ядерного арсенала.

## Конструкция
Ракета «Минитмен» — это трехступенчатая твердотопливная межконтинентальная баллистическая ракета. Её вес (полностью заправленной) составляет около 30 тонн, длина — около 17 метров, в зависимости от модели, и максимальный диаметр — 1,68 метра.
Первая ступень ракеты использует быстро выгорающий твердотопливный двигатель Thiokol M55, развивающий тягу в 933 килоньютона. Двигатель используется для вывода ракеты из пусковой шахты и набора высоты; он рассчитан примерно на 60 секунд работы. Единственная топливная шашка двигателя имеет канал в форме шестилучевой звезды, обеспечивающий стабильное горение. Четыре сопла двигателя могут отклоняться на угол до 8 градусов от вертикали, обеспечивая тем самым управление ракетой на стартовом участке.
Вторая ступень ракеты использовала твердотопливный двигатель Aerojet General M56, тягой до 267 килоньютонов. Время работы двигателя составляет 60 секунд. Этот двигатель использовался на моделях A и B; на поздних моделях его сменил более мощный двигатель Aerojet General SR19-AJ-1, что позволило увеличить дальность на 1600 км. Изначально, для управления полётом на второй и третьей ступенях также использовалось отклонение сопел, но в ходе модернизаций, была принята новая система отклонения газовой струи в неподвижном сопле путём впрыска охлаждающей жидкости в закритическую часть сопла.
Третья ступень ракеты первоначально была меньшего диаметра чем первая и вторая, и была оснащена твердотопливным двигателем Hercules M57, тягой в 163 килоньютона. Время работы двигателя составляет 60 секунд; он оснащен отсекающими боковыми портами, которые, при отсечении горения двигателя, выдают тормозной импульс, обеспечивающий немедленное отделение третьей ступени от полезной нагрузки. Этот двигатель использовался на ранних моделях ракеты A, B и F. На модели G, вся третья ступень была полностью переработана и заменена новой, одинакового диаметра с первыми двумя. На ней был установлен новый двигатель Aerojet/Thiokol SR73-AJ/TC-1, способный выводить на траекторию существенно более тяжёлую разделяющуюся головную часть с тремя боевыми блоками индивидуального наведения.
Дальность действия «Минитмена» исходно составляла около 10000 километров; по мере совершенствования ракеты, дальность действия возрастала и в итоге составила 13000 километров.

### Боевая часть
Модификации LGM-30A/B «Минитмен I» и LGM-30F «Минитмен II» вооружались термоядерными зарядами W-56, тротиловым эквивалентом 1,2 мегатонны каждая. Боеголовки производились в четырёх модификациях с 1963 по 1969 год; первые три модели имели проблемы с надежностью и к концу 1960-х годов были сняты с вооружения, замененные четвёртой моделью. Они отличались очень высокой эффективностью — при весе заряда около 200 килограммов (220 для четвёртой модели), энерговыделение составляло порядка 4,95 килотонны на килограмм веса.
Высокая точность попадания в комбинации с мощным зарядом боевой части делали «Минитмен» эффективным средством поражения защищенных целей — например, ракетных шахт противника. Достигнутое на «Минитмене-II» КВО менее 500 метров позволяло поражать практически любые существующие в то время модели ракетных шахт; сверхдавление ударной волны на такой дистанции превышало около 70 кг/см². Это соответствовало роли «Минитмена» как средства первого удара по военным объектам противника.
Модификация LGM-30G отличалась от предшествующих тем, что несла три отдельные боевые части с зарядами W-62, эквивалентом в 170 килотонн каждый. Это была первая в мире ракета, на которой применили разделяющиеся головные части индивидуального наведения; специальный блок разведения, оснащенный собственной жидкостной двигательной установкой Rocketdyne RS-14, последовательно выводил головные части на индивидуальные траектории, позволяя ракете поразить три отдельные цели (или одну защищённую цель — тремя боеголовками).
В дальнейшем боевые блоки на LGM-30G были заменены на W-78, с зарядом в 350 килотонн. В 2003 году США, стремясь продемонстрировать свою готовность к ядерному разоружению, приняли решение демонтировать свой арсенал первого удара, перевооружив «Минитмены» на моноблочные. В настоящее время все «Минитмены» в арсенале США несут по одному заряду W-78 либо W-87 (снятые со списанных тяжёлых МБР MX) эквивалентом в 457 килотонн. Освободившийся вес использован для размещения дополнительных средств преодоления ПРО.

## Модификации

### LGM-30A/B «Минитмен-I»
Первая ракета исходной серии была поставлена на вооружение в конце 1962 года. Первые «Минитмены» серии LGM-30A развертывались на базе Мальмстрем, штат Монтана; в дальнейшем, крылья, вооруженные «усовершенствованными» ракетами LGM-30B были развернуты на четырёх других авиабазах:
- 341-е стратегическое ракетное крыло[англ.]  — авиабаза Мальмстрем[англ.], штат Монтана (150 ракет)
- 44-е стратегическое ракетное крыло[англ.]  — авиабаза Элсуорт[англ.], штат Южная Дакота (150 ракет)
- 455-е стратегическое ракетное крыло[англ.]   — авиабаза Менот[англ.], штат Северная Дакота (150 ракет)
- 90-е стратегическое ракетное крыло — авиабаза Уоррен[англ.], штат Вайоминг (200 ракет)
- 351-е стратегическое ракетное крыло[англ.]  — авиабаза Уиттман, штат Миссури (150 ракет)

Все пять подразделений, вооруженных ракетами «Минитмен-I» были развернуты с 1962 по 1963 год. Производство новых ракет велось невероятными темпами; более 800 ракет было изготовлено с 1962 по 1965 год. Фактически, каждые сутки в 1963—1964 в строй вступало по новой ракете.
На позиции «Минитмены» развертывались в железобетонных шахтах, группами по 10. Десять пусковых шахт и один центр управления составляли эскадрон. Все центры управления были взаимозаменяемы, и в случае, если один центр был выведен из строя, его ракеты могли быть запущены по команде с другого.
Шахтное базирование было не единственным, выбранным для «Минитмена». В начале 1960-х годов рассматривалась возможность развертывания твердотопливных МБР на железнодорожных платформах, что, за счет мобильности, должно было сделать их неуязвимыми для внезапного нападения. Предполагалось создать до 30 ракетных поездов, каждый из которых нес бы по 5 ракет; прототипы поездов были построены и проведены опыты по их развертыванию, но в итоге идея была сочтена слишком дорогой.

### LGM-30F «Минитмен-II»
Ещё до того как «Минитмен» поступил на вооружение, военные, воодушевлённые перспективами новой ракеты, инициировали программу усовершенствований в 1962 году. Первые образцы улучшенной ракеты, обозначенной как LGM-30F «Минитмен-II» поступили на вооружение в 1965 году, и к 1967 частично заменили LGM-30A/B.
Основными отличиями новой ракеты от первых моделей были:
- Улучшенный, более надёжный двигатель первой ступени.
- Неподвижное сопло с отклонением вектора тяги путём впрыска жидкости в реактивную струю на второй ступени.
- Усовершенствованная электроника, с заменой транзисторов на микросхемы; это привело к радикальному росту надежности и эффективности бортовой вычислительной системы.
- Наличие комплекта средств преодоления ПРО в виде дипольных отражателей и надувных ложных мишеней, имитирующих ЭПР боеголовки.
- Сниженная ЭПР самой боеголовки, с целью повышения эффективности маскировки среди ложных мишеней.
- Усовершенствованная, более надежная термоядерная боевая часть W-56 Model 4.

Значительной модернизации также подверглись стартовые комплексы; их электроника была модернизирована с целью повышения надёжности и понижения времени реакции.

### LGM-30G «Минитмен-III»
Разработка третьей модели «Минитмена» началась в 1966 году и увенчалась развертыванием первых ракет на дежурстве в 1970 году. Это была наиболее радикальная модернизация, в ходе которой конструкция ракеты была в значительной степени переработана.
В числе основных изменений:
- Разделяющиеся головные части индивидуального наведения — в то время как предшествующие модели несли единственную тяжёлую термоядерную боеголовку, LGM-30G «Минитмен III» оснащалась тремя боевыми блоками, установленными на модуле разведения. Таким образом, ракета могла поразить одновременно три цели, или сосредоточить все три боеголовки для гарантированного уничтожения одной защищённой цели.
- Замена боевых блоков W-56 лёгкими боевыми блоками W-62.
- Улучшение средств преодоления ПРО, повышение возможностей средств преодоления за счёт размещения их на маневрирующем блоке разведения.
- Неподвижное сопло с отклонением вектора тяги путём впрыска жидкости в реактивную струю на третьей ступени.
- Замена бортового компьютера на новый «Autonetic» D37D, с большим объёмом памяти.

Ракеты LGM-30 «Минитмен-3» несут службу в ВВС США с 1970 года и являются единственными МБР наземного базирования, состоящими на вооружении в настоящее время.
В феврале 1977 года президент Д. Картер отдал распоряжение о прекращении производства МБР «Минитмен-III». Последняя, 830-я выпущенная МБР была принята ВВС в ноябре 1978 года на базе ВВС Хилл, штат Юта. Всего же было изготовлено 2423 МБР «Minuteman» всех модификаций.
Ракеты «Минитмен-III» неоднократно подвергались модернизациям за время службы; совершенствовалась электроника, заменялись боевые части. В 1998—2009 году на всех ракетах была осуществлена программа замены ракетного топлива на более современные составы, что позволило продлить расчётный период эксплуатации до 2030-х годов. Все (450 шт.) баллистические ракеты «Минитмен-3», находившиеся на вооружении ВВС США по состоянию на 2009 год, планировалось переоснастить боевыми блоками Mk 21 (с боезарядом W87) до конца 2012 года.
В 2002—2006 годах США в одностороннем порядке начали переоснащать ракеты «Минитмен-III» с трёх боевых блоков на один. Тем самым США последовательно демонтировали свою способность нанести первый удар, демонстрируя этим стремление к снижению международного напряжения. К 2014 году все МБР ВВС США оснащены одной боевой частью.

### Конверсионные модификации

#### Ракета-носитель Минотавр
Часть «Минитмен-2» была использована в качестве первой и второй ступеней ракеты-носителя Минотавр.

#### НПРО
Часть снимаемых с вооружения (в рамках СНВ) «Минитмен-2» была использована для создания ПРО:
- на основе второй и третьей ступеней МБР создавались противоракеты для заатмосферного перехвата,
- часть переоборудованных «Минитмен-2» использовалась в качестве мишеней[9].

Ступени носителя Минитмен не используются в ракетах-перехватчиках системы ПРО, начиная с испытательных пусков 2003 года. Носителем GBI(Ground Based Interceptor) определена модернизированная коммерческая ракета Орион, имеющая значительно лучшие разгонные характеристики и неспособная нести полезную нагрузку более 70 кг. 

### Армейский «Минитмен»
См. Ледяной червь (Гренландия)
В начале 1960-х годов армия США предложила амбициозный проект развертывания ядерного арсенала на подледных базах в Гренландии. Мобильные пусковые установки с баллистическими ракетами должны были перемещаться по прорубленным во льду тоннелям, между выходящими на поверхность пусковыми шахтами. Противник не мог отслеживать положение ракет, не мог контролировать их перемещения, и — при достаточных размерах тоннельной сети — не мог накрыть их внезапным ударом. В рамках проекта армия планировала использовать уменьшенную двухступенчатую модификацию «Минитмена»; такие ракеты обладали бы меньшей дальностью, но расположение в Гренландии компенсировало это при поражении военных объектов на территории СССР.
Проект, являвшийся одной из попыток армии США создать свой собственный стратегический арсенал, был сочтен нереализуемым.

### Развёртывание
«Минитмены» развёртывались в составе стратегических ракетных крыльев ВВС США. Каждое крыло включало 3-4 эскадрона; каждый эскадрон включал 50 ракет, в составе 5 стартовых позиций, включавших каждая один защищенный и амортизированный контрольный центр (заглубленный на 10 метров) и десять ракетных шахт. Общее число ракет в составе крыла составляло 150—200. Расстояние между шахтами составляло 4-8 километров, с тем расчетом, чтобы одна неприятельская боеголовка могла вывести из строя не более одной шахты.
Начиная с 1963 года, «Минитмены» состояли на боевом дежурстве в составе следующих подразделений:
Действующие:
90-е стратегическое ракетное крыло — авиабаза Уоррен, штат Вайоминг

Сформировано в 1963, действует 150 ракетных шахт

LGM-30A Minuteman-I, с 1964 по 1974

LGM-30G Minuteman-III, с 1973 по настоящее время

LGM-118A Peacekeeper, с 1987 по 2005 (один эскадрон)
341-е стратегическое ракетное крыло — авиабаза Мальмстрем, штат Монтана

Сформировано в 1961, действует 15 пусковых установок и 150 ракетных шахт

LGM-30A Minuteman-I, с 1962 по 1969

LGM-30F Minuteman-II, с 1967 по 1994

LGM-30G Minuteman-III, с 1975 по настоящее время
91-е стратегическое ракетное крыло — авиабаза Майнот, штат Северная Дакота

Сформировано в 1968, сменило 455-е — действует 150 ракетных шахт

LGM-30A Minuteman-I, с 1968 по 1972

LGM-30G Minuteman-III, с 1972 по настоящее время

### Неактивные
- 44-е стратегическое ракетное крыло — авиабаза Элсуорт, штат Южная Дакота (150 ракет)
  - Сформировано в 1961, расформировано в 1994
  - 150 ракетных шахт
    - LGM-30A Minuteman-I, с 1963 по 1973
    - LGM-30F Minuteman-II, с 1971 по 1994

  - Расформировано со снятием с вооружения ракет «Минитмен-II»
- 321-е стратегическое ракетное крыло — авиабаза Мальмстрем, штат Монтана
  - Сформировано в 1964, расформировано в 1998
  - 150 ракетных шахт
    - LGM-30F Minuteman-II, с 1965 по 1973
    - LGM-30G Minuteman-III, с 1972 по 1998

  - Расформировано; планировалось передать ракеты 341-му ракетному крылу, но в итоге ракеты демонтированы
- 455-е стратегическое ракетное крыло — авиабаза Менот, штат Северная Дакота
  - Сформировано в 1962, расформировано в 1968
  - 150 ракетных шахт
    - LGM-30A Minuteman-I, с 1962 по 1968

  - Заменено 91-м стратегическим ракетным крылом
- 351-е стратегическое ракетное крыло — авиабаза Уиттман, штат Миссури (150 ракет)
  - Сформировано в 1963, расформировано в 1995
  - 150 ракетных шахт
    - LGM-30A Minuteman-I, с 1963 по 1965
    - LGM-30F Minuteman-II, с 1965 по 1995

  - Расформировано по соглашению СНВ-I

## Тактико-технические характеристики
|                                            | LGM-30A                                  | LGM-30B                                  | LGM-30F                                  | LGM-30G                                  | LGM-30G                                  | LGM-30G                                  |
| ------------------------------------------ | ---------------------------------------- | ---------------------------------------- | ---------------------------------------- | ---------------------------------------- | ---------------------------------------- | ---------------------------------------- |
| Тип ракеты                                 | Межконтинентальная баллистическая ракета | Межконтинентальная баллистическая ракета | Межконтинентальная баллистическая ракета | Межконтинентальная баллистическая ракета | Межконтинентальная баллистическая ракета | Межконтинентальная баллистическая ракета |
| Способ базирования                         | шахтный                                  | шахтный                                  | шахтный                                  | шахтный                                  | шахтный                                  | шахтный                                  |
| Данные ракеты                              |                                          |                                          |                                          |                                          |                                          |                                          |
| 1-я ступень: * двигатель * тяга, кН        | Thiokol M55 РДТТ 933                     | Thiokol M55 РДТТ 933                     | Thiokol M55 РДТТ 933                     | Thiokol M55 РДТТ 933                     | Thiokol M55 РДТТ 933                     | Thiokol M55 РДТТ 933                     |
| 2-я ступень: * двигатель * тяга, кН        | Aerojet General M56 РДТТ 267             | Aerojet General M56 РДТТ 267             | Aerojet General SR19-AJ-1 РДТТ 268       | Aerojet General SR19-AJ-1 РДТТ 268       | Aerojet General SR19-AJ-1 РДТТ 268       | Aerojet General SR19-AJ-1 РДТТ 268       |
| 3-я ступень: * двигатель * тяга, кН        | Hercules M57 РДТТ 156                    | Hercules M57 РДТТ 156                    | Hercules M57 РДТТ 156                    | Aerojet/Thiokol SR73-AJ/TC-1 РДТТ 153    | Aerojet/Thiokol SR73-AJ/TC-1 РДТТ 153    | Aerojet/Thiokol SR73-AJ/TC-1 РДТТ 153    |
| Ступень разведения: * двигатель * тяга, кН | нет                                      | нет                                      | нет                                      | Rocketdyne RS-14 ЖРД (ММГ+АТ 1:1,6) 1,4  | Rocketdyne RS-14 ЖРД (ММГ+АТ 1:1,6) 1,4  | Rocketdyne RS-14 ЖРД (ММГ+АТ 1:1,6) 1,4  |
| Массо-габаритные показатели                |                                          |                                          |                                          |                                          |                                          |                                          |
| Стартовая масса, т                         | 29,7                                     | та же (31,3)                             | 33,7 (32,7)                              | 35,4 (35)                                | 35,4 (35)                                | 35,4 (35)                                |
| Длина ракеты, м                            | 16,4                                     | 17                                       | 17,68                                    | 18,2                                     | 18,2                                     | 18,2                                     |
| Диаметр/длина 1-й ступени, м               | 1,68 / 7,48                              | 1,68 / 7,48                              | 1,68 / 7,48                              | 1,68 / 7,48                              | 1,68 / 7,48                              | 1,68 / 7,48                              |
| Диаметр/длина 2-й ступени, м               | 1,13 / 4,02                              | 1,13 / 4,02                              | 1,32 / 4,17                              | 1,32 / 4,17                              | 1,32 / 4,17                              | 1,32 / 4,17                              |
| Диаметр/длина 3-й ступени, м               | 0,96 / 2,17                              | 0,96 / 2,17                              | 0,96 / 2,17                              | 1,32 / 2,35                              | 1,32 / 2,35                              | 1,32 / 2,35                              |
| Показатели боевого оснащения               |                                          |                                          |                                          |                                          |                                          |                                          |
| Масса головной части, т                    | 0,6                                      |                                          | 1,2                                      | 1,15                                     |                                          |                                          |
| Тип головной части                         | моноблочная                              | моноблочная                              | моноблочная                              | РГЧ ИН                                   | РГЧ ИН                                   | моноблочная                              |
| Наименование боеголовки                    | Mk.5                                     | Mk.11                                    | Mk.11                                    | Mk.12                                    | Mk.12A                                   | Mk.21                                    |
| Тип боевой части                           | W59                                      | W56                                      | W56                                      | W62                                      | W78                                      | W87                                      |
| Мощность БЧ                                | 1×1 Мт                                   | 1×1,2 Мт                                 | 1×1,2 Мт                                 | 3×170 кт                                 | 3×340 кт                                 | 1×300 (475) кт                           |
| Лётные показатели                          |                                          |                                          |                                          |                                          |                                          |                                          |
| Наибольшая дальность, км                   | 9300                                     | 10200                                    | 11300                                    | 13000                                    | 13000                                    | 13000                                    |
| Забрасываемая масса, кг                    | 450                                      | 600                                      | 800                                      | 1150                                     | 1150                                     | 1150                                     |
| Точность (КВО/ПО), м                       | ~1800/3700                               | ~1200/3000                               | 500/~1300                                | 180—210/500                              | 180—210/500                              | 180—210/500                              |
| Апогей траектории, км                      | 1100                                     | 1100                                     | 1100                                     | 1100                                     | 1100                                     | 1100                                     |
| Максимальная скорость на траектории, км/ч  | 24100                                    | 24100                                    | 24100                                    | 24100                                    | 24100                                    | 24100                                    |
| Характеристики ПУ                          |                                          |                                          |                                          |                                          |                                          |                                          |
| Защищённость ШПУ, кг/см²                   | 20                                       | 20                                       | 70-100                                   | 70-100                                   | 70-100                                   | 70-100                                   |
| История                                    |                                          |                                          |                                          |                                          |                                          |                                          |
| Разработчик и изготовитель                 | Boeing                                   | Boeing                                   | Boeing                                   | Boeing                                   | Boeing                                   | Boeing                                   |
| Начало разработки                          | 1957                                     |                                          | 1962                                     | 1965                                     | 1965                                     | 1965                                     |
| Начало испытаний                           | 1961                                     |                                          | 1964                                     | 1968                                     | 1968                                     | 1968                                     |
| Принятие на вооружение                     | 1962                                     | 1963                                     | 1965                                     | 1970                                     | 1970                                     | 1970                                     |
| Постановка на дежурство                    | 1962—1963                                | 1963—1965                                | 1965—1969                                | 1970—1976                                | 1979—1983                                | 1999- н. в.                              |
| Снятие с дежурства                         | 1969                                     | 1974                                     | 1995                                     | н. в.                                    | н. в.                                    | н. в.                                    |